# 포대화상

중국 저장성 항저우 봉래봉 석굴 조각군 중 포대화상

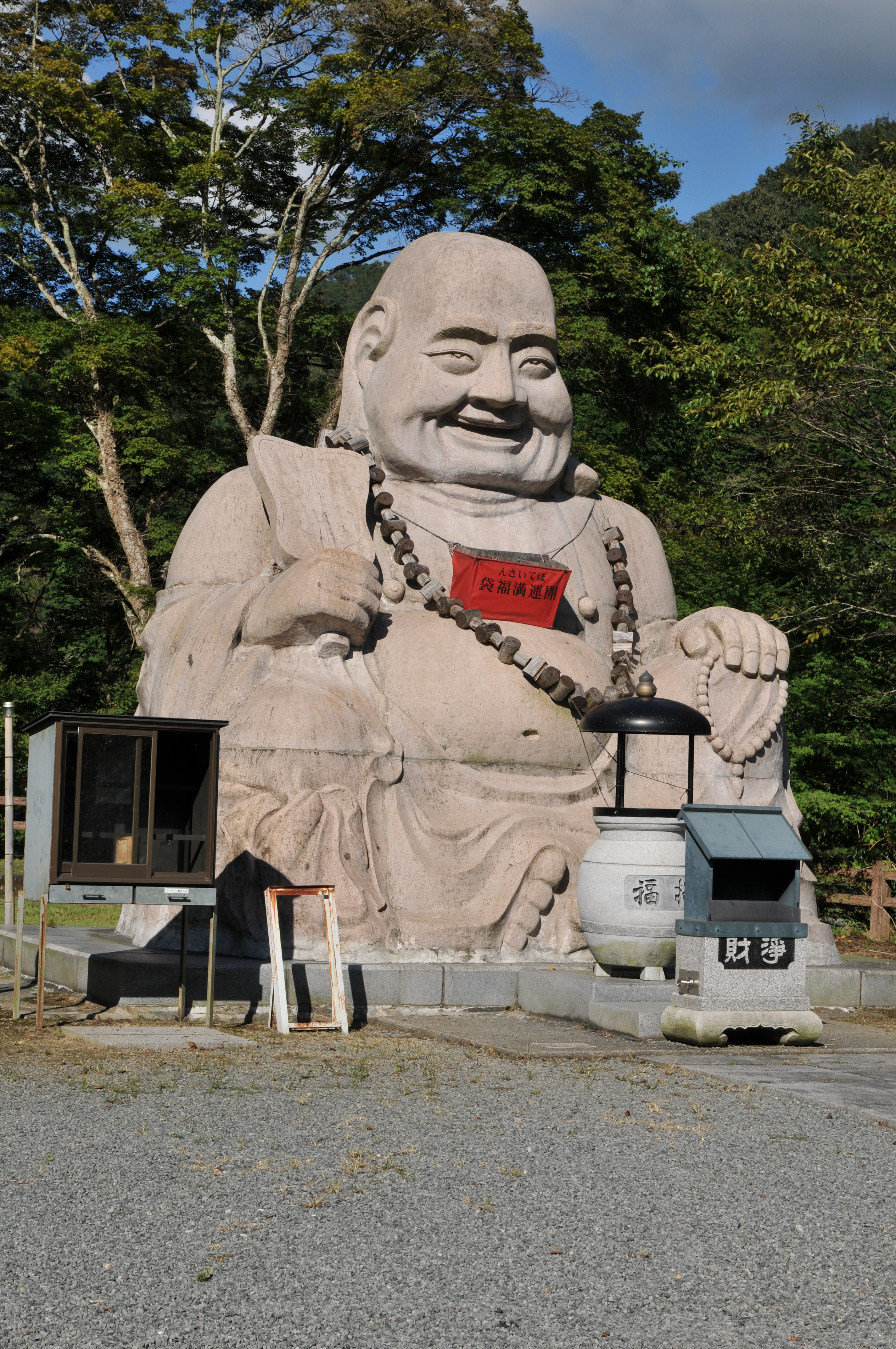
일본 히메지시 미륵사의 포대화상

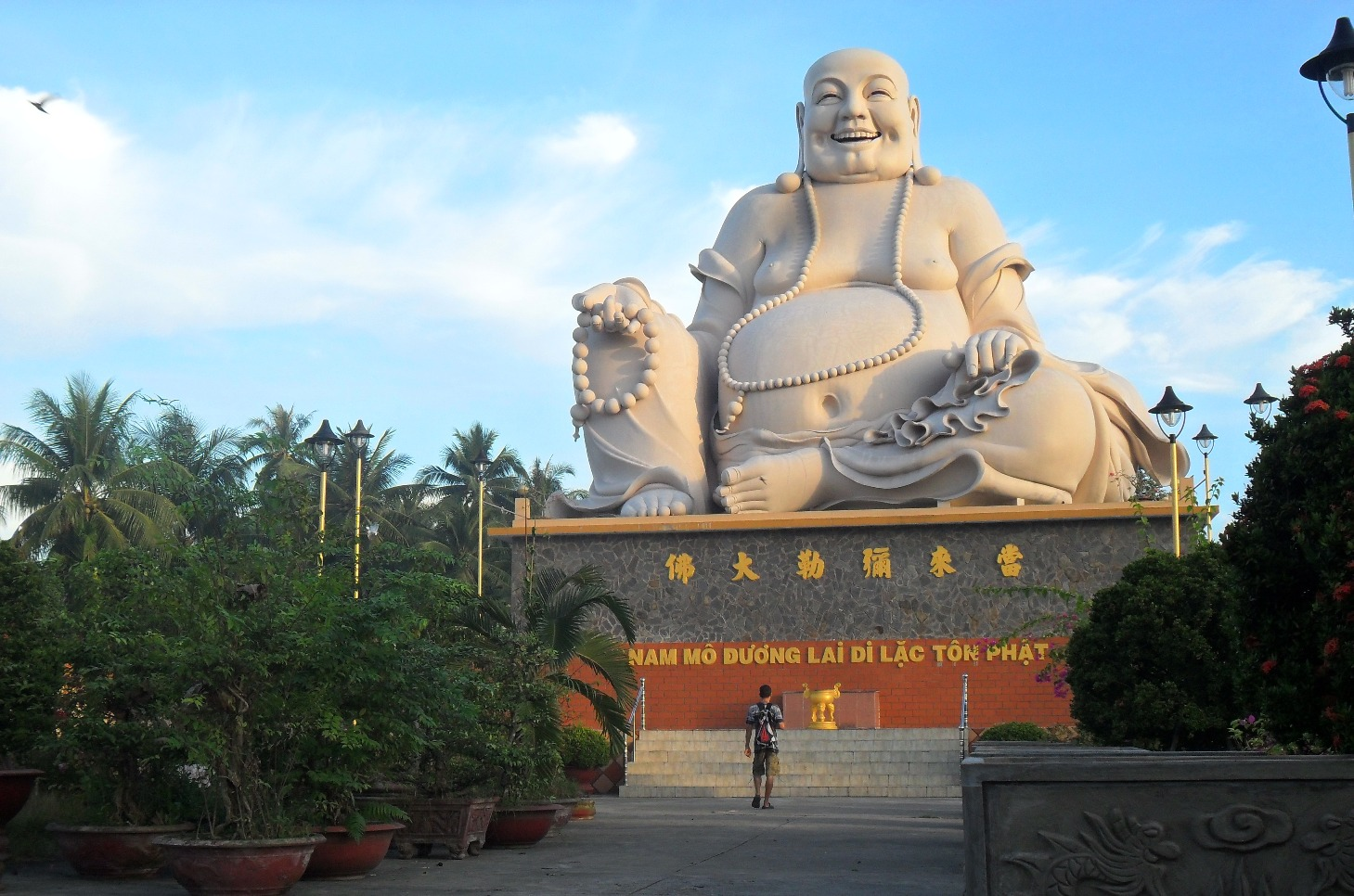
베트남 미토시 빈짱사의 포대화상

포대(布袋, 생년 미상-917년(?))는 당나라 말기부터 오대 십국 시대까지 명주(현재의 중국 저장성 닝보시)에 실재했다는 전설적인 불승이다. 흔히 수묵화의 좋은 소재로 여겨지며 큰 포대를 멘 배불뚝이 승려의 모습으로 그려진다. 일본에서도 칠복신 중 하나로서 추앙받고 있다.

## 유래
본명은 계차(契此) 또는 석(釋)자를 붙여 석계차(釋契此)라고 했다. 항상 포대(헐렁한 주머니)를 짊어지고 다녔기 때문에 포대(布袋)라는 속칭이 붙었다. 석명현(四明縣) 출신이라는 설도 있지만, 출신지도 속성도 불분명하다. 그림에서 묘사되는 것처럼 올챙이 배를 한 자태로, 절에 산 것도 아니고 처소를 누볐다고 한다. 또, 그 트레이드 마크인 큰 자루를 항상 짊어지고 있었으며, 비린내 나는 것도 상관없이 시주를 받고, 그 중 일부를 포대에 넣었다고 한다. 그 모습은 특이했지만, 솔직한 마음을 가지고 있었고, 사람들을 충만하게 만드는 이상한 힘을 가지고 있었다고 한다.
계차에게는 여러 가지 전설이 있다. 《경덕전등록》(景德傳燈錄)에 나오는 전설에는 눈 속에 누워 있어도 포대의 몸 위에는 눈이 쌓이지 않았다고 한다. 또 사람의 길흉을 알아맞혔다는 등의 유형의 일화도 전해진다.
수수께끼 같은 화두를 담은 문답도 남아 있다. 게(偈)와 노래를 남겼으며, 노래 속에서는 진실한 마음의 소중함이나 한가한 심경을 구해야 한다고 설파한다.
그 마지막에 대해서도 불가사의한 일화가 전해지는데, 선인의 우화등선과 유사하다. 9세기 말 천복 연간에 봉천현에서 사망(917)하여 악림사에서 천화했다는 설도 있다. 매장되었음에도 훗날 다른 주에서 볼 수 있었다는 것이다. 사후 얼마 지나지 않아 포대의 그림을 그리는 습관이 강남지방에서 이루어졌다는 기록이 있다.
《경덕전등록》(景德傳燈錄)에 따르면 포대는 죽음을 앞두고 다음과 같은 말을 남겼다고 전한다.
夜夜胞佛眠(야야포불면) 밤마다 부처를 보듬고 자다朝朝還共起(조조환공기) 아침마다 같이 일어난다.起坐鎭相隨(기좌진상수) 일어나건 앉건 서로 붙어다니며 語默同居止(어묵동거지) 말을 하건 않건 같이 머물고 눕는다 纖豪不相離(섬호부상리) 털끝만큼도 서로 떨어지지 않으니 如身影相似(여신영상사) 몸의 그림자 같구나 欲識佛居處(욕식불거처 ) 부처가 어디에 있는지 알고자 할진대 只這語聲是(지저어성시) 다만 말하는 이놈이니라 一鉢千家飯(일발천가반) 바루대 하나로 천 집의 밥을 얻어먹으며 孤身萬里遊(고신만리유) 외로운 이 몸 만리 길을 떠다니네 靑日觀人少(청일관인소) 맑은 날에도 사람 만나기가 어렵고 問路白雲頭(문로백운두) 길을 묻는 사이 머리에는 백발이 내렸네 騰騰自在無所爲(등등자재무소위) 늠름하고 자재하여 하는일 없으니 閔閑究竟出家兒(민한구경출가아) 한가롭고 한가로와 출가한 장부일세. 若覩目前眞大道(약도목전진대도) 눈 앞에 참된 도를 본다 하여도 不見纖毫也大奇(부견섬호야대기) 티끌만큼도 기이하게 여기지 않으리. 我有一布袋(아유일포대) 나에게 포대가 하나 있으니 虛空無가碍(허공무가애) 허공처럼 걸림이 없어라. 展開邊宇宙(전개변우주) 열어 펴면 우주에 두루하고 入時觀自在(입시관자재) 오므릴때도 자재하도다. 彌勒眞彌勒(미륵진미륵) 미륵불 중에도 진짜 미륵불 分身百千億(분신백천억) 백천억 가지로 몸을 나누어 時時示時人(시시시시인) 항상 사람들 앞에 나타나도 時人自不識(시인자불식) 사람들이 스스로 알지 못하네
— 포대화상, 경덕전등록)

포대를 선승으로 보는 사람도 있는데 이는 후세에서 끌어다 붙인 것이다. 10세기 후반에 쓰여진 《송고승전》(宋高僧傳) 21권 ‘감통편’(感通篇)에 쓰여진 “당명주 봉화현 석계차”(포대)의 전기에는 그와 선과의 관계에 대해서 전혀 언급하지 않았다. 포대와 선종이 관계가 있다고 보는 것은 시대가 떨어지고, 11세기 초 《경덕전등록》 27권에 “선문달자수불출세유명어시자”(禪門達者雖不出世有名於時者)로서 양나라의 《보지》(寶誌), 《천태지의》(天台智顗), 《한산습득》(寒山拾得) 등의 다른 승려, 고승들과 함께 “명주포대화상”으로서 전해져 내올 올 때부터이다.

## 민간 신앙
중세 이후 중국에서는 포대화상을 본뜬 비유 배불뚝이 자태가 미륵불의 모습으로 그려지게 되면서 사원의 주요 불당에 안치되는 것이 통례가 되었다. 일본에서도 황예종 대본산 만복사에서 삼문과 대웅보전 사이에 설치된 천왕전에 사천왕과 탱다천과 함께 안치되어 있는 포대 화상 모양의 금빛 미륵불상을 만날 수 있다. 이 상은 서구인들에게 마이트레야(Maitreya 미륵)라고 불린다.

## 같이 보기
- 미륵